# Elephastomus proboscideus
Elephastomus proboscideus är en skalbaggsart som beskrevs av Schreibers 1802. Elephastomus proboscideus ingår i släktet Elephastomus och familjen Bolboceratidae. Utöver nominatformen finns också underarten E. p. kirbyanus.